# Сліпота (роман)
Сліпота (порт. Ensaio sobre a cegueira, «Есе про сліпоту» — роман португальського письменника Жозе Сарамагу, виданий 1995 року. Один із найвідоміших романів Сарамагу, поряд із «Євангелія від Ісуса Христа» та «Спогад про монастир». 1998 року Сарамагу отримав Нобелівську премію з літератури, і «Сліпота» була одним із творів, який відзначив комітет, оголошуючи нагороду.
2004 року опубліковано продовження під назвою «Прозріння». 2008 року за романом «Сліпота» знято однойменний фільм.

## Сюжет
«Сліпота» — це історія незрозумілої масової епідемії сліпоти, яка вражає майже кожного жителя неназваного міста, і спричиненого нею соціального розпаду. В романі розповідається про нещастя кількох безіменних персонажів, які одними з перших осліпли, включно з офтальмологом, кількома його пацієнтами, та багатьма іншими, яких доля звела разом. Дружина офтальмолога, «дружина лікаря», з незрозумілих причин уникла сліпоти. Після тривалого й важкого карантину в притулку група об'єднується в сім'ю, щоб вижити завдяки здоровому глузду та тому, що в дружини лікаря зберігся зір. Раптовий початок і незрозуміле походження та природа сліпоти викликають широку паніку, і соціальний порядок швидко руйнується, оскільки уряд намагається стримати очевидну заразу та підтримувати порядок за допомогою все більш репресивних і невмілих заходів.
У першій частині роману розповідається про перебування головних героїв у брудному, переповненому притулку, де вони та інші сліпі люди перебувають на карантині. Дуже швидко гігієна, умови життя та мораль жахливо погіршуються, відбиваючи зовнішнє суспільство.
Викликане нерегулярністю постачання, занепокоєння щодо наявності їжі підриває солідарність; відсутність організації заважає інтернованим справедливо розподіляти їжу чи роботу. Солдати, призначені охороняти притулок і піклуватися про благополуччя інтернованих, стають все більш антипатичними, оскільки й вони один за одним заражаються. Військові відмовляються доставляти основні ліки, внаслідок чого навіть проста інфекція стає смертельною. Боячись неминучої втечі, солдати розстрілюють натовп інтернованих, які чекають на їжу.
Умови ще погіршуються, коли контроль над доставкою їжі захоплює озброєна кліка, підкоривши інших інтернованих і завдаючи їм насильницьких нападів, зґвалтувань тощо. Зіткнувшись із голодом, інтерновані борються між собою і спалюють притулок, після чого дізнаються, що армія покинула притулок. Герої приєднуються до натовпу майже безпорадних сліпих людей, які блукають спустошеним містом і борються між собою за виживання.
Далі оповідається про дружину лікаря, її чоловіка та їхню імпровізовану «сім'ю», коли вони намагаються вижити на вулиці під опікою дружини лікаря, яка все ще бачить (хоча спочатку вона мусила приховувати цей факт). На цьому етапі розпад суспільства майже повний. Закон і порядок, соціальні служби, уряд, школи тощо більше не працюють. Сім'ї розділені і родичі не можуть знайти одне одного. Люди в покинутих будівлях шукають їжу. Насильство, хвороби та відчай загрожують подолати людину. Лікар, його дружина та їхня нова «сім'я» врешті-решт оселяються в будинку лікаря та встановлюють новий порядок у своєму житті, після чого сліпота зникає з міста так само раптово й незрозуміло, як з'явилась.

## Персонажі

### Дружина лікаря
Дружина лікаря — єдиний герой роману, хто не втрачає зору. Це в романі залишається непоясненим. Не бажаючи залишити свого чоловіка в інтернаті, вона бреше державним лікарям і стверджує, що вона сліпа. Таким чином, її інтерновано разом із рештою постраждалих. Опинившись там, вона намагається допомогти спільноті організуватися, але їй не вдається стримати тваринного характеру спільноти. Коли одна палата починає затримувати їжу та вимагати, щоб жінки з інших палат піддалися зґвалтуванням у обмін на їжу, вона вбиває лідера тієї палати. Після втечі з комплексу, вона допомагає своїй групі вижити в місті. Дружина лікаря є фактичним лідером їхньої невеликої групи, хоча, зрештою, вона часто й обслуговує їх.

### Лікар
Лікар — офтальмолог, який осліп після лікування пацієнта зі симптомами того, що пізніше буде названо «білою хворобою». Лікар одним із перших потрапив на карантин разом із дружиною. Завдяки медичному досвіду він має певний авторитет серед тих, хто перебуває на карантині. Однак значна частина авторитету лікаря походить від того, що його дружина не осліпла; вона бачить, що відбувається в палаті, і передає це чоловікові. Коли група з його палати нарешті втікає, вони приїжджають до квартири лікаря та його дружини й залишаються в них. Кілька інших головних героїв до початку епідемії відвідували кабінет лікаря.

### Дівчина в темних окулярах
Дівчина в темних окулярах — колишня повія на неповний робочий день, яка осліпла, коли вона була з клієнтом. Начебто підхопила «білу сліпоту» під час відвідування лікаря через кон'юнктивіт (звідси темні окуляри). Її безцеремонно забирають з готелю та відправляють на карантин у притулок. Там вона приєднується до невеликої групи людей, які були заражені в кабінеті лікаря. Коли викрадач автомобіля обмацав її по дорозі до туалету, вона вдарила його підбором-шпилькою, завдавши рани, яка зрештою призвела до смерті. У притулку вона також піклується про зизоокого хлопчика, матері якого ніде немає. Наприкінці оповіді вона та старий із чорною пов'язкою на оці стають коханцями.

### Старий із чорною пов'язкою на оці
Старий із чорною пов'язкою на оці — останній, хто приєднується до першої палати. Він приносить із собою портативний транзисторний радіоприймач, за допомогою якого інтерновані слухають новини. Він також є головним архітектором невдалої атаки на палату хуліганів, які захоплюють харчові пайки. Коли група втікає з карантину, старий стає коханцем дівчини в темних окулярах.

### Слізний пес
Слізний пес — собака, який приєднався до групи сліпих, коли ті виходили з карантину. Хоча він здебільшого відданий дружині лікаря, він допомагає всій групі, захищаючи їх від зграй собак, які дедалі більше дичавіють. Його названо слізним псом, тому що він приєднався до групи, злизавши сльози з обличчя дружини лікаря.

### Зизоокий хлопчик
Зизоокий хлопчик був пацієнтом лікаря, де, найімовірніше, й заразився. Його привозять на карантин без мами і незабаром він потрапляє разом з групою в першу палату. Дівчина в темних окулярах замінює для нього матір, оскільки піклується та дбає про його безпеку.

### Викрадач автомобіля
Після того, як перший сліпий осліп в автомобілі, викрадач автомобіля привіз його додому, а потім викрав його автомобіль. Невдовзі після того, як він осліп, викрадач автомобіля знову зіткнувся на карантині з першим сліпим, де незабаром вони посваряться. Однак вони не мали часу залагодити конфлікт, оскільки викрадач автомобіля став першим із інтернованих, кого вбили охоронці. Його застрелили, коли він намагався попросити в них ліки для своєї інфікованої ноги.

### Перший сліпий
Перший сліпий осліп за кермом автомобіля, чекаючи на світлофорі. Його негайно доставляють додому, а потім до кабінету лікаря, де він заражає всіх інших пацієнтів і лікаря. Він є одним із перших інтернованих. Коли епідемія нарешті закінчилася, він став першим, до кого повернувся зір.

### Дружина першого сліпого
Дружина першого сліпого осліпла незабаром після того, як допомогла чоловікові на карантині. Вони випадково возз'єднуються на карантині. Там вона також потрапляє до однієї палати з лікарем і дружиною лікаря. Коли палата хуліганів починає вимагати, щоб жінки спали з ними в обмін на їжу, дружина першого сліпого зголосилася піти, солідаризуючись з іншими.

### Чоловік із пістолетом
Чоловік із пістолетом — лідер гурту хуліганів, які захопили контроль над постачанням їжі на карантині. Він з хуліганами силою відбирають пайки і погрожують розстріляти всіх, хто не виконає їхніх наказів. Вони вимагають в інших інтернованих цінні речі в обмін на їжу, а коли «товари» (наприклад, браслети та годинники, закінчуються), починають ґвалтувати жінок. Пізніше дружина лікаря заріже його ножицями.

### Сліпий бухгалтер
Цей чоловік не з тих, хто страждає на «білу хворобу» — він сліпий від народження. Він єдиний у відділенні, хто вміє читати та писати шрифтом Брайля та вміє користуватися тростиною. Крім того, він є другим командиром після чоловіка з пістолетом у гурті хуліганів. Коли дружина лікаря вбиває чоловіка з пістолетом, сліпий бухгалтер бере пістолет і намагається захопити керування, але він не знаходить підтримки. Він гине, коли одна із жертв зґвалтування підпалює палату.

## Стиль
Як і більшість творів Сарамагу, «Сліпота» містить багато довгих уривків, у яких коми замінюють крапки, лапки, крапки з комою та двокрапки. Відсутність лапок навколо діалогу означає, що особистості мовців (або той факт, що діалог відбувається) можуть бути не відразу очевидними для читача. Відсутність власних імен персонажів у «Сліпоті» характерна для багатьох романів Сарамагу (наприклад, Всі імена). Натомість персонажів названо описовими назвами, такими як «дружина лікаря», «викрадач автомобіля» або «перший сліпий». Зважаючи на сліпоту героїв, деякі назви видаються іронічними («зизоокий хлопчик» або «дівчина в темних окулярах»).
Місто й країна, уражені сліпотою, ніколи не називаються. Наведено кілька чітких ідентифікаторів культури, що надає роману елемент позачасовості та універсальності. Однак є деякі ознаки, які вказують на те, що ця країна — батьківщина Сарамагу Португалія: головний герой їсть гостру ковбасу чорисо, а в деяких діалогах в оригіналі португальською мовою використано фамільярну форму дієслова «tu» в другій особі однини (ця відмінність відсутня в більшій частині Бразилії). Церква з усіма її святими образами, ймовірно, католицька.

## Продовження
2004 року Сарамагу написав продовження «Сліпоти» під назвою "Бачіння " (Ensaio sobre a lucidez, дослівний англійський переклад «Есе про ясність»). Дія роману-продовження розгортається в тій самій країні, що й у «Сліпоті», і включає кількох тих самих безіменних персонажів.

## Адаптації

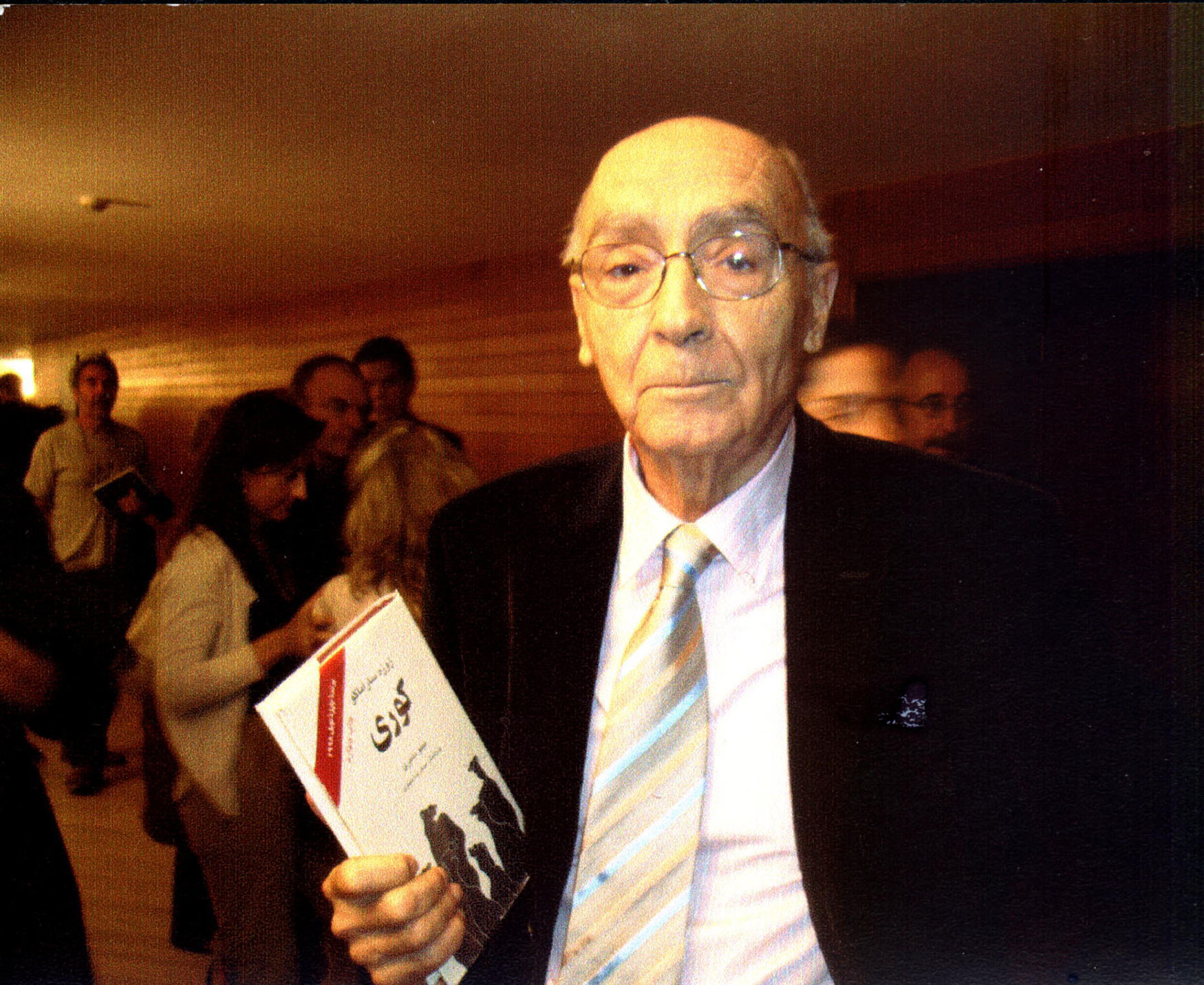
Автор Жозе Сарамагу тримає перське видання «Сліпоти»

Англомовну екранізацію «Сліпоти» зняв режисер Фернандо Мейреллес. Знімання почалося в липні 2007 року, в ролі лікаря — Марк Раффало, дружини лікаря — Джуліанн Мур. Фільм відкрив Каннський кінофестиваль 2008 року.
2007 року театральна компанія Godlight Theatre Company здійснила театральну прем'єру «Сліпота» в Нью-Йорку в 59E59 Theaters. Цю сценічну версію адаптував і поставив Джо Тантало. Першого сліпого зіграв Майк Рош.
Виставу на відкритому повітрі від польської групи Teatr KTO вперше представлено в червні 2010 року. Відтоді її виконували на багатьох майданчиках, зокрема в Old College Quad Единбурзького університету під час Единбурзького фестивалю Fringe 2012 року.
Незадовго до смерті Сарамагу передав німецькій композиторці Анно Шраєр права на створення опери за мотивами роману. Лібрето німецькою мовою написала Керстін Марія Пелер. Як і німецький переклад роману, опера має назву «Die Stadt der Blinden». Перша вистава відбулася 12 листопада 2011 року в Цюріхському оперному театрі.
У серпні 2020 року Donmar Warehouse створив соціально дистанційовану звукову інсталяцію за мотивами роману (адаптував Саймон Стівенс, режисер Вальтер Меєрйоганн. Дружину лікаря озвучила Джульєт Стівенсон.